# Estado de Akwa Ibom
El estado de Akwa Ibom es uno de los treinta y seis estados pertenecientes a la República Federal de Nigeria. Se encuentra en la parte sur costera del país, entre las latitudes 4°32′N y 5°33′N, y las longitudes 7°25′E y 8°25′E. El estado está situado en la zona geopolítica Sur-Sur, y limita al este con el estado de Cross River, al oeste con el estado de Rivers y el estado de Abia, y al sur con el océano Atlántico y el extremo más meridional del estado de Cross River.

## Localidades con población en marzo de 2016
- Abak 195,400
- Eastern Obolo 84,300
- Eket 242,900
- Esit Eket 89,000
- Essien Udim 271,500
- Etim Ekpo 148,800
- Etinan 237,300
- Ibeno 105,100
- Ibesikpo Asutan 192,700
- Ibiono Ibom 265,000
- Ika 102,200
- Ikono 185,000
- Ikot Abasi 186,300
- Ikot Ekpene 198,700
- Ini 139,200
- Itu 179,600
- Mbo 143,500
- Mkpat Enin 249,100
- Nsit Atai 103,100
- Nsit Ibom 151,900
- Nsit Ubium 178,500
- Obot Akara 206,900
- Okobo 144,400
- Onna 173,100
- Oron 122,500
- Oruk Anam 241,400
- Udung Uko 74,500
- Ukanafun 176,300
- Uruan 164,600
- Urue-Offong/Oruko 99,400
- Uyo 429,900

## Territorio y población
Tiene un área de 7.081 km², que en términos de extensión es equivalente a la mitad de Montenegro. La población se eleva a la cifra de 4.918.234 personas (datos del censo del año 2007). La densidad poblacional es de 694,6 habitantes por cada kilómetro cuadrado de esta división administrativa.